# Mads Hak
Mads Hak (eller Mads Hack) (død 1555) var en dansk matematiker, musiker, "lector musices" og komponist.

## Liv og gerning
Til forskel for mange andre af tidens musikpersoner var Mads Hak sandsynligvis af dansk afstamning, muligvis af en dansk uradelsslægt. Man ved, at han fra 1539-1545 var lektor i matematik ved Københavns Universitet, i hvilken egenskab han tillige holdt forelæsninger over musikken, og at han havde et kannikepræbende ved Lunds domkirke som løn. Fra oldtiden af betragtede man musikken som hørende sammen med matematik og Mads Hak holdt forelæsninger over musikkens natur, men samtidig var han en kort tid leder af det kongelige kantori og afholdt også praktiske musikalske øvelser med de studerende og drenge fra latinskolen.
Mads Hak havde studeret i Wittenberg i vinterhalvåret 1532-1533, og formodentlig var det også her, at han erhvervede sig magistergraden. I Nürnberg udgav han 1537 et lille versificeret latinsk skrift af astronomisk Indhold. For at tilegne sig grundigere kundskaber rejste han i 1545 atter til Wittenberg og vendte tilsyneladende ikke tilbage til Danmark.
Han døde i 1555.

## Værker
Der kendes fra overleverede nodebøger en 5-stemmig fuga komponeret af ham, men han vides også at have komponeret musik i 1540 i anledning af dronning Dorotheas første kirkegang efter hendes nedkomst med sønnen Magnus. Det er muligvis det samme musikstykke med 24 stemmer, som blev opført under hans ledelse af 50 sangere.